# Burcy (Seine-et-Marne)
Burcy is een gemeente in het Franse departement Seine-et-Marne (regio Île-de-France) en telt 178 inwoners (1999). De plaats maakt deel uit van het arrondissement Fontainebleau.

## Geografie
De oppervlakte van Burcy bedraagt 7,2 km², de bevolkingsdichtheid is 24,7 inwoners per km².
De onderstaande kaart toont de ligging van Burcy (Seine-et-Marne) met de belangrijkste infrastructuur en aangrenzende gemeenten.

## Demografie
Onderstaande figuur toont het verloop van het inwonertal (bron: INSEE-tellingen).